# Праворозуміння
Праворозуміння — інтелектуальний процес осмислення права, певне його бачення, виражене в конкретних концепціях про його сутність, форми та функціонування. Це сукупність (або система) уявлень (або знань) про те, що є таке право за своєю суттю та змістом, яка мета його існування, яка його соціальна сутність, соціальна цінність та соціальне призначення для суспільства, у яких формах існує та реалізується право, носієм яких є певний носій праворозуміння (суб'єкт праворозуміння).

## Поняття праворозуміння, види та його основні підходи
Питання праворозуміння належать до основних у теорії держави і права. У світі існує безліч наукових ідей і поглядів з приводу того, що є право, в чому його суть. Будь-яка методологія (а їх безліч у теорії держави і права) пов'язана з конкретним праворозумінням (баченням права). По суті, праворозуміння (правоуявлення, право-погляд) є вторинним, похідним від усього правового, що реально діє; воно залежить від особливостей правосвідомості, інтелекту його носія. Тому праворозуміння не можна зводити лише до визначення поняття «право».

### Значення праворозуміння
Значення праворозуміння в тому, що воно:
- Безпосередньо впливає на суспільну поведінку соціальних суб'єктів, формує їх оцінки стосовно поведінки інших суб'єктів;
- визначає характер та зміст юридичної теорії;
- формує юридичну практику як сферу діяльності професійних юристів, адміністраторів, менеджерів тощо (причому не лише державних, а й корпоративних).

### Механізм праворозуміння
Пізнання права відбувається не лише у процесі зовнішнього споглядання права, як об'єкта, а й у зв'язку з безпосереднім «контактом» суб'єкта з правом та механізмами, що задіяні в його реалізації та забезпечення, у своєму бутті. Тому можна вести мову про те, що формування праворозуміння відбувається на різних рівнях, у тому числі на онтологічному.
На цьому останньому рівні уявлення про право формуються не лише на свідомому рівні, є тут момент, пов'язаний із підсвідомим рівнем виникнення праворозуміння. Цей підсвідомий рівень для ненаукових і непрофесійних форм пізнання та сприйняття права розглядається, як визначальний. Якщо розглядати свідомий рівень пізнання права, то тут мова йде про діяльність суб'єкта пізнання, яка включає, як мінімум, такі стадії:
- сприйняття;
- відображення;
- інтерпретацію;
- узагальнення;
- систематизацію;
- висування відповідних тез та гіпотез;
- доказування висунутих (спростовування контр-тез) та гіпотез;
- обґрунтування свого розуміння права.

У будь-якому випадку праворозуміння має своїм змістом сукупність або систему знань суб'єкта про те, що є таке право за своєю суттю та змістом, яка мета його існування, яка його цінність та призначення для суспільства тощо. У той же час, слід враховувати, що праворозуміння формується під впливом конкретних суспільно-історичних умов, тому вочевидь воно не може бути вільним від впливу останніх. Відповідно можна стверджувати, що праворозуміння носить історичний характер. Крім того, праворозуміння дуже залежить від рівня розвитку науки загалом, та юридичної науки зокрема. Не випадково А. Сурілов відзначає, що «система праворозуміння з органічно притаманній їй дискусійністю не є умоглядною, спекулятивною. Різність концепцій права в юридичній науці є в сутності синтезом, узагальненням та відображенням не тільки руху правової форми суспільства, а й усієї соціально-політичної динаміки. Тому праворозуміння виходить далеко за межі юридичної значущості, носить ідеологічний і політичний характер».

### Види праворозуміння

##### Залежно від суб'єктного складу (кількісний аспект) можна виділити такі види праворозуміння
- індивідуальне, тобто праворозуміння окремої особи;
- групове, тобто праворозуміння притаманне певній групі осіб;
- загальносуспільне, тобто праворозуміння притаманне окремо взятому народу, нації тощо;
- загальнолюдське, тобто праворозуміння притаманне людству в цілому.

Слід зауважити, що про загальносуспільне та загальнолюдське праворозуміння можна вести мову лише умовно, оскільки таке розуміння швидше ілюзія ніж реальність.

##### З точки зору ступеня осмислення правового матеріалу для формування уявлень про право можна вести мову про
- повсякденне, тобто праворозуміння, що формується на базі особистого емпіричному досвіду відповідного суб'єкта поза межами цілеспрямованого осягнення права та його форм прояву;
- дійсність;
- професійне, тобто праворозуміння, яке формується у суб'єктів, які безпосередньо займаються юридичною працею;
- наукове, тобто системне уявлення про право, яке ґрунтується на ґрунтовному осмисленні права як суспільного феномену.

##### З точки зору характеру професійної діяльності носія праворозуміння, праворозуміння може бути
- професійне, тобто таке, що сформувалось у процесі діяльності суб'єкта, як практикуючого юриста або вченого юриста;
- непрофесійне, тобто таке, що сформувалось поза межами юридичної практики, яка здійснюється стосовно третіх осіб, або цілеспрямованого дослідження такої практики.

##### З точки зору механізму формування праворозуміння можна вести мову про
- раціонально-логічне, тобто таке що склалося у результаті цілеспрямованого осмислення правової дійсності;
- емпіричне, тобто таке, що склалось на базі особистого досвіду та його розуміння суб'єктом праворозуміння;
- емоційно-інтуїтивне, тобто праворозуміння, що склалось у суб'єкта праворозуміння підсвідомо, у тому числі на базі стереотипів, що були передані суб'єкту праворозуміння його середовищем.